# Gang Up
Gang Up è un singolo collaborativo dei rapper statunitensi Young Thug, 2 Chainz, Wiz Khalifa e PnB Rock, pubblicato nel 2017 e commissionato per la colonna sonora del film Fast & Furious 8 (The Fate of the Furious).

## Tracce
- Download digitale

1. Gang Up – 3:51

## Classifiche
| Classifica (2017) | Posizione raggiunta |
| ----------------- | ------------------- |
| Australia         | 118                 |
| Francia           | 64                  |